# 装輪装甲車 (改)
装輪装甲車（改）（そうりんそうこうしゃ かい、英語: Improved Wheeled Armored Personnel Carrier）は、防衛省が開発していた装輪装甲車。96式装輪装甲車の後継として開発が行われたが、2018年7月をもって開発が中止された。

## 概要
陸上自衛隊が配備している96式装輪装甲車は、自衛隊が初めて本格採用した装輪装甲兵員輸送車だが、「島嶼部侵攻対処・国際平和協力活動（PKO）等に伴う各種脅威からの安全確保・積載性・拡張性等に限界があるとされる」「防御性向上には、車体の大型化・機関出力の向上・懸架能力の向上等が必須で、96式装輪装甲車の改良には限界がある」といった問題があり、これらを解決するため本車両の開発が行われた。
なお、海外からの類似装備の購入について防衛省は「第18回防衛省政策評価に関する有識者会議」で、「各種脅威からの防護力等の要求性能に関して、総合的な観点から比較検討した結果、本事業の優位性が認められた」としている。これに対して有識者会議委員からは、その具体性や国産開発の妥当性について様々な質疑が行われている。
開発は2014年度から2016年度の間に試作が、2016年度から2018年度の間に各種技術・実用試験が行われ、総試作費は約47億円と試算されていた。2017年1月10日に試作車が納入され、防衛装備庁のホームページで試作車の動画等が公開された。
2017年12月26日に、開発メーカーである小松製作所と防衛省は、試作車の防弾板等に不具合があるとして、開発完了時期を2021年（平成33（令和3）年）以降に延期することを発表した。
2018年6月2日に、開発計画が白紙になったと発表され、7月27日には、正式に開発事業の中止が発表された。2022年12月9日、防衛省は次期装輪装甲車としてパトリアAMVの採用を決定した。

## 特徴
有事やグレー事態といった各種任務に応じて付加装甲やRWSを装備することが可能であり、装甲兵員輸送車・指揮通信車・戦闘工兵車としての任務に対応可能で、多様な拡張性を備えている。また、開発に際しては既存装備やCOTSで、開発期間とコストの削減を行うとしていた。イメージ図では8輪の装輪装甲車で、前部右側に操縦席、左側にエンジン、後部上面に4つのハッチという96式装輪装甲車に似たデザインとして描かれていた。
公開された試作車両とイメージ図の相違点として、操縦席と同じ右側にエンジンが搭載され、左側にはキューポラが直列に2つ（前部は機銃手、後部は指揮官席）ある。後部上面のハッチは前寄りに大型ハッチが4つ、後ろ寄りに小型ハッチが4つある。車体下部はV字型になっており、地雷・IED対策が取られている。車体外殻はボルト止めされており、上述のように状況に応じて換装が可能になっている。
後部人員輸送部と車体の間には切り欠きがあり、CM-32やボクサー装輪装甲車のように後部ユニットの載せ替えが可能なモジュール方式を採用している。防衛装備庁のホームページでは、標準型（人員輸送ユニット）以外に、通信支援型（通信ユニット）、施設支援型（施設ユニット）が紹介されていた。